# Филиппенково
Филиппенково — село в Бутурлиновском районе Воронежской области.
Административный центр Филиппенковского сельского поселения.

## География
Село Филиппенково расположено в 18 километрах к юго-востоку от районного центра, на железнодорожной ветке Бутурлиновка—Калач.

### Улицы
- ул. Восточная,
- ул. Гагарина,
- ул. Комарова,
- ул. Красная,
- ул. Ленина,
- ул. Степная,
- ул. Титова,
- ул. Центральная.

## Население
| 1859 | 1897  | 2010 |
| ---- | ----- | ---- |
| 1089 | ↗1378 | ↘915 |

## История
Возникло село в начале XIX века, в промежуток с 1800 по 1810 годы. Об этом свидетельствует тот факт, что на карте Воронежской губернии за 1797 год село ещё не значится, а в 1815 году здесь проживало уже 450 человек.
В 1900 году в Филиппенково насчитывался 251 двор, проживало 1457 жителей. Советская власть в селе установлена в 1917 году. Во время гражданской войны село являлось местом схваток противоборствующих сторон.
В сентябре 1918 года село было захвачено белогвардейцами генерала Краснова. В начале ноября сюда прибыл специальный отряд для проведения мобилизации в белую армию, встретивший противодействие местных граждан. Из жителей сел Филиппенково, Масычево, Петренково был создан штаб восстания, который наметил и осуществил план нападения на белогвардейцев, занимавшихся принудительной мобилизацией. Отряд белых был разгромлен. Волость объявили на военном положении, организовали три роты для отпора врагу. Их возглавил штаб восставших. В конце декабря 1918 года карательные части белых, имея на вооружении орудия, окружили мятежные села. Чтобы не подвергать опасности мирных жителей, повстанцы вынуждены были отступить. Они пробирались к частям Красной Армии. Многих из них схватили, наиболее активных организаторов расстреляли. Погибшие похоронены в селе Масычево. На их могиле установлен памятник.
В 1926 году в селе создана первая сельскохозяйственная коммуна, а в октябре 1929 года 60 единоличных хозяйств образовали колхоз имени Ворошилова. В 1933 году он считался одним из лучших в Центральночернозёмной области, за что получил почетное право направить своего делегата на первый Всесоюзный съезд колхозников-ударников и первый съезд колхозников-ударников области. 
Во время Великой Отечественной войны сотни филиппенковцев участвовали в сражениях, более 300 из них погибли. В память о них в селе сооружен мемориал Славы.
В 1953 году колхозы сел Филиппенково, Масычево, Петренково объединились в одно хозяйство — колхоз «Россия». В 1992 году он преобразован в акционерное общество «Россиянин».
В 1954 году Филиппенковский и Елизаветинский сельские Советы объединились в один.

## Инфраструктура
В селе имеется средняя школа, дом культуры, медпункт, библиотека, магазины, другие учреждения.